# Joe Casey
Joe Casey (nació el 2 de noviembre de 1977) es un escritor de cómics estadounidense. Ha trabajado en títulos como Wildcats 3.0, Uncanny X-Men, The Intimates, Adventures of Superman, y G.I. Joe: America's Elite, entre otros.  Como parte del grupo creador de cómics Man of Action Studios, Casey es uno de los creadores de la serie animada Ben 10.

## Carrera
Comenzó su carrera profesional de la escritura en Marvel Comics, Casey escribió para varios títulos, incluyendo Cable, The Incredible Hulk y Uncanny X-Men.
Casey escribió muchos títulos para Wildstorm, como Automatic Kafka con el artista Ashley Wood. Casey se hizo cargo de Wildcats y le dio a la serie una nueva dirección, moviéndola del género de superhéroes para incorporar elementos de espionaje corporativo. Escribió una serie de Mister Majestic con el artista Ed McGuiness, después de lo cual colaboraron posteriormente en Adventures of Superman, que Casey escribió durante tres años.
Casey escribió en 2005 la serie limitada y secuela de Avengers: Earth's Mightiest Heroes de Marvel Comics. Desde 2001 Casey ha producido su trabajo a través de Image Comics, incluyendo Gødland, Codeflesh, Nixon's Pals, Charlatan Ball, Doc Bizarre, M.D., Officer Downe. También escribió una renovación de la miniserie Youngblood original de Rob Liefeld, llamado Maximum Youngblood. Así como el final de la Gødland, Charlatan Ball y Nixon's Pals, mencionó que Codeflesh regresaría.
Casey apareció en un documental de 2006 sobre el auge y la caída del cómic de la década de 1990 llamado "Adventures Into Digital Comics".
Casey es un miembro del colectivo de creadores Man of Action (con Joe Kelly, Duncan Rouleau, Steven T. Seagle), que creó la serie Ben 10, que se transmite en Cartoon Network. También crearon el programa Generator Rex, que también funcionó durante dos temporadas en Cartoon Network. Son productores/editores de historias en los programas Ultimate Spider-Man y Marvel's Avengers Assemble que se transmiten en Disney XD. Casey también cocreó la propiedad animada Disco Destroyer con Scott Mosier y Jim Mahfood.
Dark Reign: Zodiac enfrenta una nueva iteración de los viejos enemigos de los Vengadores contra el nuevo statu quo de Norman Osborn como Director de Seguridad Nacional, y Final Crisis: Aftermath: Dance sigue las aventuras del Super Young Team. Su breve regreso a DC también incluyó una breve carrera en Superman/Batman.
Su siguiente trabajo para Image Comics, con Mike Huddleston en tareas artísticas, fue Butcher Baker: The Righteous Maker. La serie aclamada por la crítica terminó con el número 8, que se publicó el 15 de agosto de 2012, diez meses después del número 7, un retraso que, según Casey, se debió a que Huddleston se había comprometido demasiado. Huddleston respondió a la declaración pública de Casey afirmando que la demora se debió a su necesidad de hacerse cargo del trabajo para ganar suficiente dinero, ya que Butcher Baker no era lo suficientemente lucrativo como para evitarlo. Huddleston explicó además que se disculpó con Casey y con los aficionados por la demora.
Ese mismo año, Casey estrenó la miniserie de Marvel de seis números "Vengeance", que introdujo un grupo de nuevos villanos en el Universo Marvel. La colección de tapa dura se lanzó en diciembre de 2012.
Su otro trabajo incluye la serie "Sex and The Bounce" para Image Comics, propiedad del creador, así como "Catalyst Comix" para Dark Horse Comics, que revive muchos de los viejos superhéroes de Comics Greatest World de la década de 1990.
En 2016 se estrenó una película llamada Office Downe, basada en el cómic de Casey.

### Primeros trabajos
- Comic Effect #11 (una reseña de Superman/Aliens, fanzine, 1995)
- Programa de la Convención de Cómics de San Diego #22: "Podría haber sido un escritor de historietas adolescente" (ensayo, SDCC, 1995)
- The Chosen #1–2 (coescrito por Casey y José Martínez, arte de Paul Roman Martínez y Jonathan Jay Lee, Prolix Press, 1995)
- The Harvest King #1–3 (con Mike Macropoulos, Caliber Comics, 1998)

### Marvel Comics
- X-Men:
  - Wolverine:
    - Wolverine: Days of Future Past #2–3 (texto de Casey, historia de John Francis Moore, arte de Joe Bennett, 1998) recogido en X-Men: Days of Future Past (hc, 392 páginas, 2014, ISBN 0-7851-8442-2)
    - Wolverine: Black Rio (con Óscar Jiménez, novela gráfica, 48 páginas, 1998, ISBN 0-7851-0674-X) recogido en Wolverine: Blood Wedding (tpb, 320 páginas, 2013, ISBN 0-7851-8524-0)

  - X-Men vol. 2 #73: "The Elements within Us" (co-escrito por Casey y Joe Kelly, arte de Jeff Johnson, 1998) recogido en X-Men Gold: Homecoming (tpb, 336 páginas, 2018, ISBN 1-3029-0954-1)
  - Cable (con José Ladrönn, Germán García (#52), Ryan Benjamin (#56–57), Ed McGuinness (#58) y Stephen Platt (#62–63), 1998–1999) recogido como:
    - The Hellfire Hunt (incluye #51–58 y Wolverine/Cable: Guts and Glory one-shot, tpb, 448 páginas, 2017, ISBN 1-3029-0785-9)
    - The Nemesis Contract (colecciona #59–70, tpb, 400 páginas, 2018, ISBN 1-3029-0948-7)

  - Alpha Flight vol. 2 (asistente de trama; escrito por Steven T. Seagle):
    - "Microcosm" (arte de Ariel Olivetti, #11, 1998)
    - Alpha Flight/Inhumans Annual '98 (co-escrito por Seagle y Mark Bernardo, arte de Tom Raney, 1998)

  - Uncanny X-Men:
    - Uncanny X-Men/Fantastic Four Annual '98 (con Leandro Fernández y Paul Pelletier, 1998) recogido en X-Men Blue: Reunion (tpb, 328 páginas, 2018, ISBN 1-3029-0953-3)
    - X-Men: The Magneto War (tpb, 504 páginas, 2018, ISBN 1-3029-1376-X) incluye:
      - "A World Apart, Part One" (escrito por Casey, historia de Alan Davis, arte de Adam Kubert, in #368, 1999)
      - "A World Apart, Part Two" (escrito por Casey, historia de Alan Davis, arte de Davis, X-Men vol. 2 #88, 1999)

    - X-Men: X-Corps (tpb, 464 páginas, 2013, ISBN 0-7851-8502-X) colecciona:
      - "Playing God" (con Ian Churchill, #394, 2001)
      - "Poptopia" (con Ian Churchill, Mel Rubi (#397) y Ashley Wood (#398), #395–398, 2001)
      - "For Unlawful Carnal Knowledge" (con Tom Raney y Tom Derenick, #399, 2001)
      - "Absolute Progeny" (con Ashley Wood, Annual '01, 2001)
      - "Supreme Confessions" (con Cully Hamner, Ashley Wood, Eddie Campbell, Javier Pulido, Sean Phillips y Matthew Dow Smith, #400, 2002)
      - "Rocktopia" (con Ron Garney, Aaron Lopresti (#403, 406) y Sean Phillips, #401–409, 2002)

  - Juggernaut: The Eighth Day: "Eight is Enough" (con Terry Shoemaker, one-shot, 1999) recogido en Thor by Dan Jurgens and John Romita, Jr. Volume 3 (tpb, 200 páginas, 2010, ISBN 0-7851-4385-8)
  - Children of the Atom #1–6 (con Steve Rude, Paul Smith + Michael Ryan (#4) y Esad Ribić, 1999–2000) recogido como X-Men: Children of the Atom (tpb, 160 páginas, 2001, ISBN 0-7851-0805-X)
  - X-Men: Life Lessons (con John Paul Leon, one-shot, 2003)
- Hulk:
  - The Incredible Hulk #467 (prólogo de dos páginas), 468–474 (con Javier Pulido y Ed McGuinness (#470–471), 1998–1999)
  - Hulk Smash Avengers #2: "The Filth and the Fury" (con Max Fiumara, 2012) recogido en Hulk Smash Avengers (tpb, 112 páginas, 2012, ISBN 0-7851-6305-0)
- Thunderbolts #26: "Lockdown" (con Leonardo Manco, 1999) recogido en Hawkeye and the Thunderbolts Volume 1 (tpb, 456 páginas, 2016, ISBN 0-7851-9528-9)
- Deathlok vol. 2 #1–11 (con Leonardo Manco, Eric Canete (#4, 7), Matthew Dow Smith (#6) y John Buscema (#10), 1999–2000) recogido como Deathlok: Rage Against the Machine (tpb, 456 páginas, 2015, ISBN 0-7851-9291-3)
- Iron Man:
  - Iron Man Annual '99: "Power Tools" (escrito por Casey, trama de Kurt Busiek, arte de Terry Shoemaker, 1999) recogido en Iron Man by Kurt Busiek and Sean Chen Omnibus (hc, 1,024 páginas, 2013, ISBN 0-7851-6814-1)
  - Iron Man: The Inevitable #1–6 (con Frazer Irving, 2006) recogido como Iron Man: The Inevitable (tpb, 144 páginas, 2006, ISBN 0-7851-2084-X)
  - Iron Man: Enter the Mandarin #1–6 (con Eric Canete, 2007–2008) recogido como Iron Man: Enter the Mandarin (tpb, 144 páginas, 2008, ISBN 0-7851-2622-8)
  - Iron Man 2: Public Identity (tpb, 144 páginas, 2010, ISBN 0-7851-4858-2) incluye:
    - Iron Man 2: Nick Fury, Director of S.H.I.E.L.D. (con Timothy Green II, digital one-shot, Marvel, 2010)
    - Iron Man 2: Phil Coulson, Agent of S.H.I.E.L.D. (con Felix Ruiz, digital one-shot, Marvel, 2010)
    - Iron Man 2: Black Widow, Agent of S.H.I.E.L.D. (con Matt Camp, digital one-shot, Marvel, 2010)
    - Iron Man 2: Public Identity #1–3 (trama de Casey y Justin Theroux, escrito por Casey, arte de Barry Kitson y Ron Lim, 2010)
- Captain America Annual '99: "Full Court Press" (con Pablo Raimondi, 1999) recogido en Captain America: Land of the Free (tpb, 160 páginas, 2013, ISBN 0-7851-6753-6)
- Heroes Reborn: Masters of Evil: "Battleship Downs" (con Charlie Adlard, one-shot, 2000) recogido en Heroes Reborn: The Return (tpb, 288 páginas, 2009, ISBN 0-7851-3748-3)
- Avengers:
  - Ultimate Collection: Avengers — Earth's Mightiest Heroes (tpb, 376 páginas, 2012, ISBN 0-7851-5937-1) colecciona:
    - Avengers: Earth's Mightiest Heroes #1–8 (con Scott Kolins, 2005) recogido como Avengers: Earth's Mightiest Heroes (hc, 192 páginas, 2005, ISBN 0-7851-1438-6)
    - Avengers: Earth's Mightiest Heroes II #1–8 (con Will Rosado, 2007) recogido como Avengers: Earth's Mightiest Heroes II (hc, 192 páginas, 2007, ISBN 0-7851-1851-9)

  - Avengers: The Origin #1–5 (con Phil Noto, 2010) recogido como Avengers: The Origin (hc, 144 páginas, 2010, ISBN 0-7851-4356-4; tpb, 2012, ISBN 0-7851-4400-5)
- Fantastic Four: First Family #1–6 (con Chris Weston, 2006) recogido como Fantastic Four: First Family (tpb, 144 páginas, 2006, ISBN 0-7851-1703-2)
- The Last Defenders #1–6 (trama de Casey y Keith Giffen, escrito por Casey, arte de Jim Muniz, 2008) recogido como The Last Defenders (tpb, 144 páginas, 2008, ISBN 0-7851-2507-8)
- Dark Reign: Zodiac #1–3 (con Nathan Fox, 2009) recogido en Dark Reign: The Underside (tpb, 256 páginas, 2009, ISBN 0-7851-4160-X)
- Spider-Man:
  - The Amazing Spider-Man Family #8: "Walking the Talk" (con Chad Hardin, antología, 2009)
  - Web of Spider-Man vol. 2 #7: "Fashion Spread" (con Jim Mahfood, antología, 2010) recogido en The Amazing Spider-Man: New York Stories (tpb, 152 páginas, 2011, ISBN 0-7851-5637-2)
  - The Amazing Spider-Man #700.3–700.4 (con Timothy Green II, 2014) recogido en The Amazing Spider-Man: Peter Parker, the One and Only (tpb, 168 páginas, 2014, ISBN 0-7851-9010-4)
- Age of Heroes #4: "Welcome Back, Zodiac" (con Nathan Fox, antología, 2010) recogido en Age of Heroes (tpb, 104 páginas, 2011, ISBN 0-7851-4724-1)
- Vengeance #1–6 (con Nick Dragotta, 2011–2012) recogido como Vengeance (hc, 136 páginas, 2012, ISBN 0-7851-5763-8; tpb, 2012, ISBN 0-7851-5764-6)